# ورد فارسي
ورد فارسي (الاسم العلمي:Rosa persica) هو نوع من النباتات يتبع جنس الورد من الفصيلة الوردية.

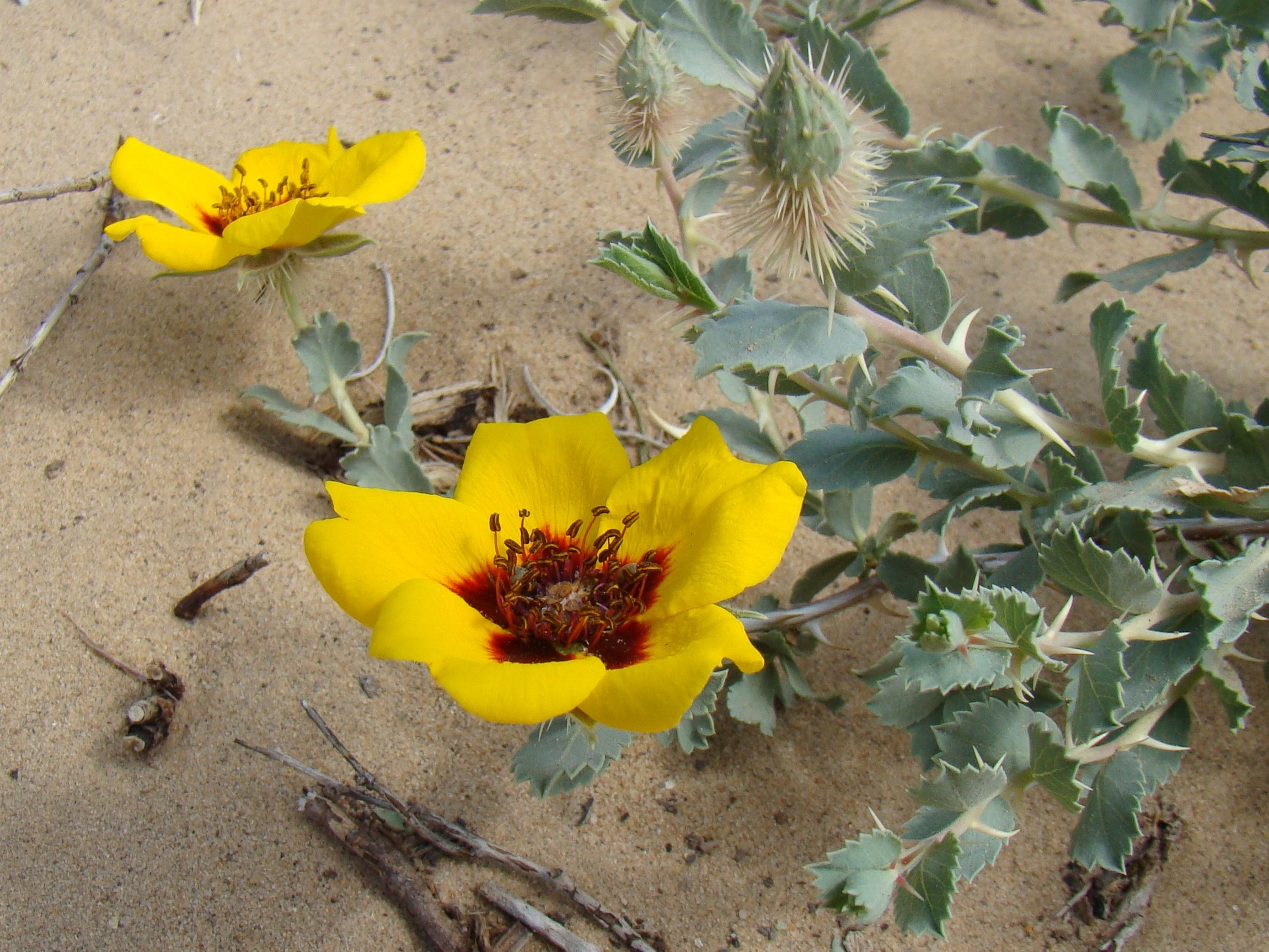
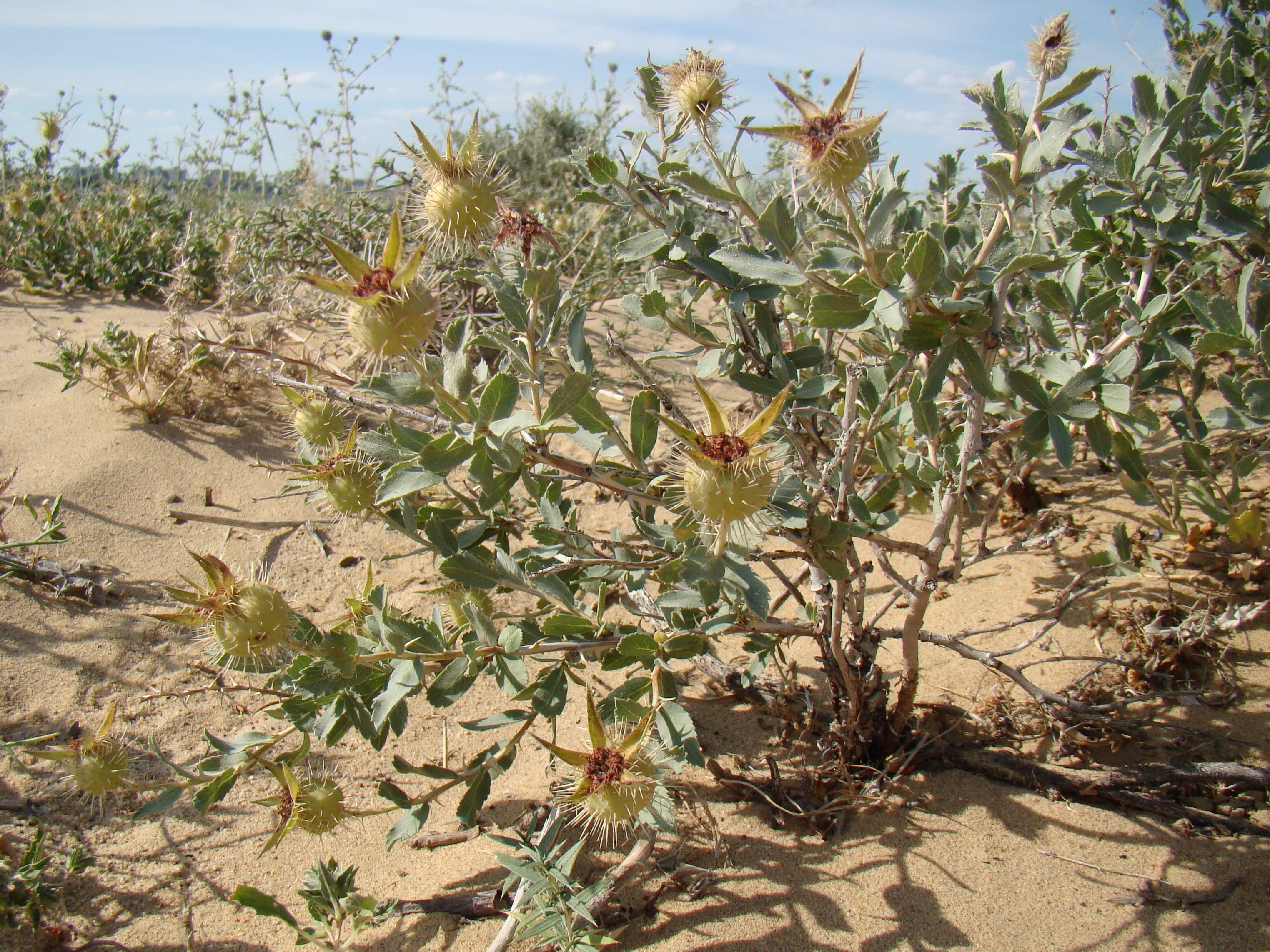
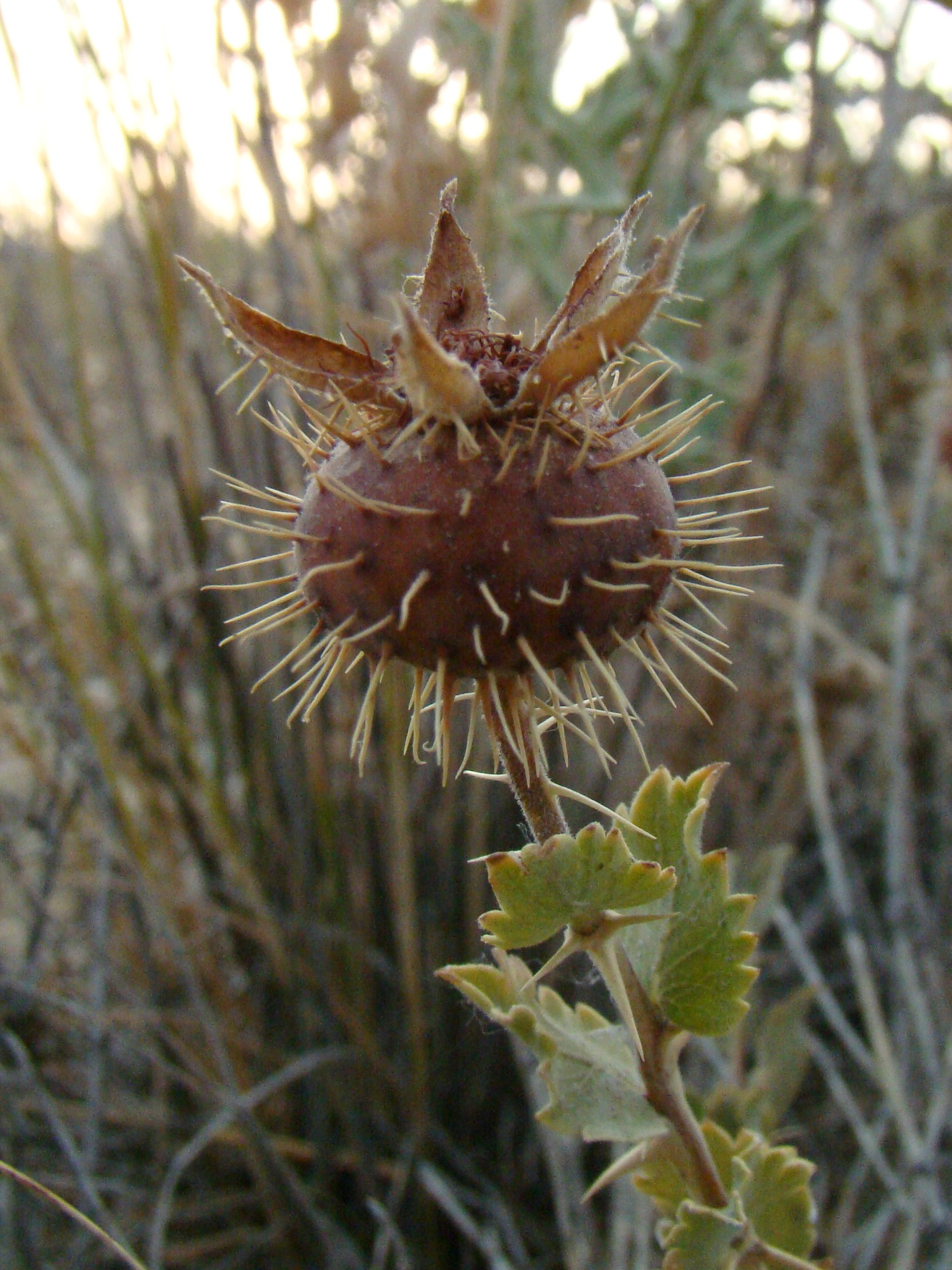
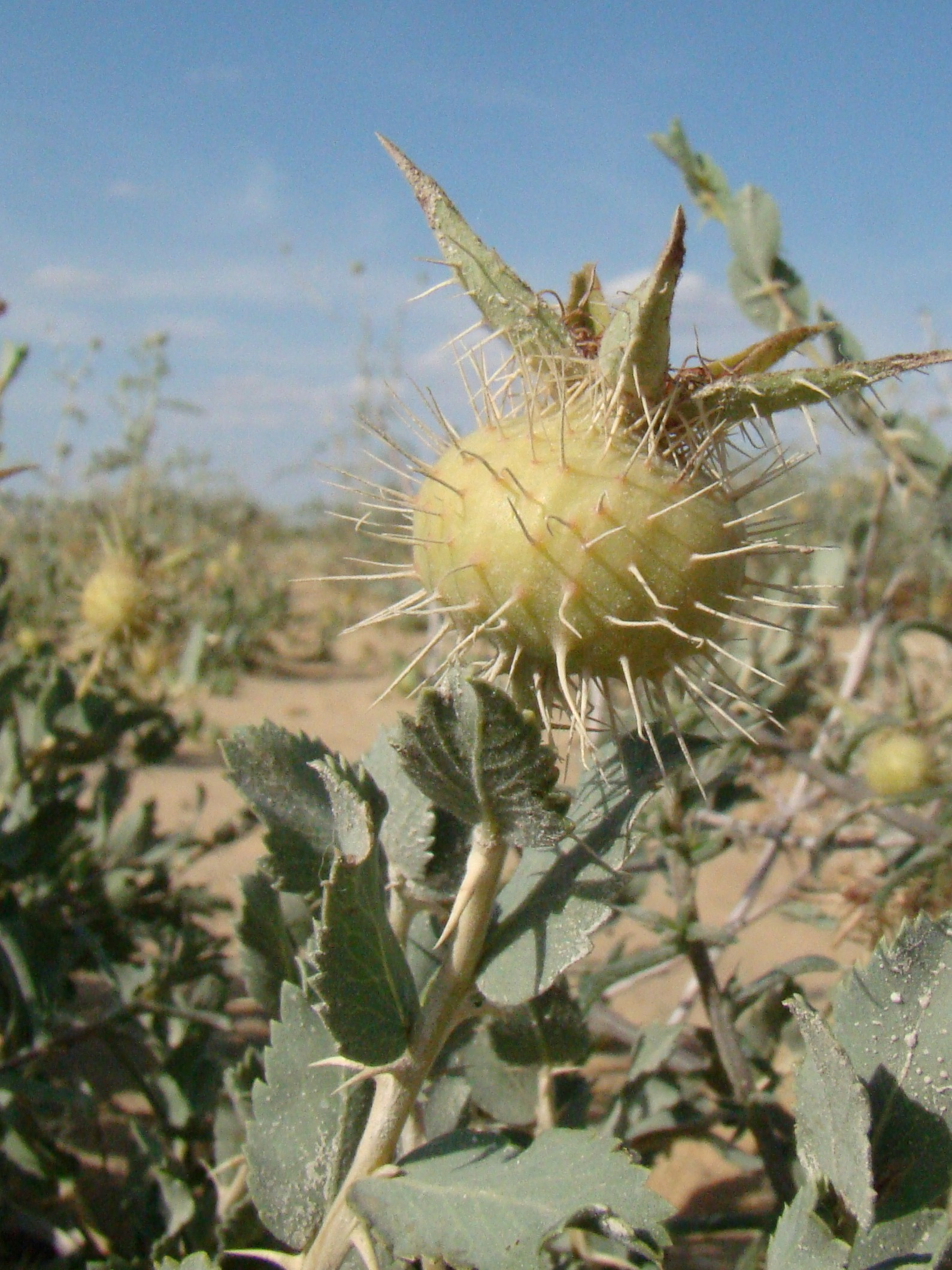